# 新海站
新海站是位于云南省沾益县新海乡的一个铁路车站，邮政编码655031。车站建于1970年，有盘西铁路经过该站，现仅办理货运业务，不办理客运业务，车站及其上下行区间均已电气化。车站距离沾益站7公里，隶属昆明铁路局曲靖车务段，是四等站。